# Teleopsis quinqueguttata
Teleopsis quinqueguttata är en tvåvingeart som först beskrevs av Walker 1856.  Teleopsis quinqueguttata ingår i släktet Teleopsis och familjen Diopsidae. Inga underarter finns listade i Catalogue of Life.